# Phichit (Provinz)

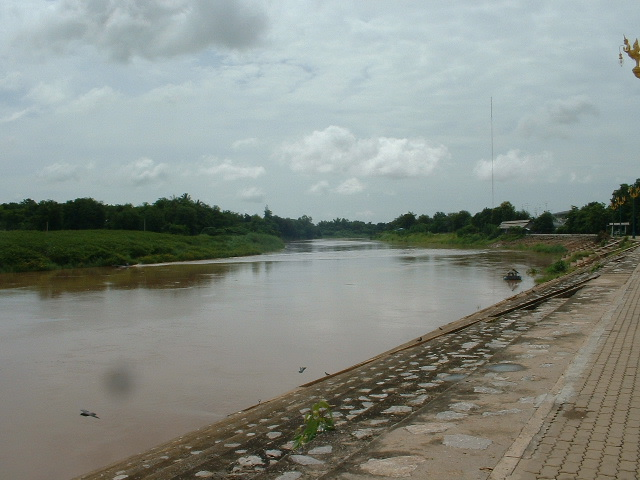
Der Nan-Fluss in Phichit

Phichit (Thai: พิจิตร) ist eine Provinz (Changwat) in der Nordregion von Thailand. Die Hauptstadt der Provinz Phichit heißt ebenfalls Phichit.
Phichit bedeutet „schön“ oder „sehenswert“.

## Geographie
Die Provinz Phichit liegt etwa 350 Kilometer nördlich der Hauptstadt Bangkok.
Die Provinz wird auch Land der Krokodile genannt, die Flüsse und Sümpfe der Region sind die Heimat des Siam-Krokodils.
Die beiden Flüsse Maenam Mae Nam Nan (Nan-Fluss) und Mae Nam Yom (Yom-Fluss) laufen fast parallel zueinander von Norden nach Süden durch die Provinz, bevor sie sich in der südlich gelegenen Nachbarprovinz Nakhon Sawan vereinigen und Quellflüsse des Mae Nam Chao Phraya (Chao-Phraya-Fluss) bilden.
| Benachbarte Provinzen: | Benachbarte Provinzen: |
| ---------------------- | ---------------------- |
| Norden                 | Phitsanulok            |
| Osten                  | Phetchabun             |
| Süden                  | Nakhon Sawan           |
| Westen                 | Kamphaeng Phet         |

### Klima
Das Klima in der Provinz Phichit ist tropisch-monsunal mit drei ausgeprägten Jahreszeiten: heiße Jahreszeit, Regenzeit und kühle Jahreszeit. 

### Wichtige Flüsse
- Mae Nam Nan und
- Mae Nam Yom

### Bevölkerung
In Phichit leben hauptsächlich Thais. Daneben siedeln aber auch Nachkommen der von Siamesen aus Laos verschleppten Fronarbeiter, die Lao Khrang, deren Gesamtzahl in Thailand bei 53.000 liegt.

## Wirtschaft und Bedeutung
Im Jahr 2009 betrug das „Gross Provincial Product“ (Bruttoinlandsprodukt) der Provinz 38.280 Millionen Baht. Der offizielle Mindestlohn in der Provinz beträgt 227 Baht pro Tag (etwa 5 €; Stichtag 1. April 2012). 

### Daten
Die unten stehende Tabelle zeigt den Anteil der Wirtschaftszweige am Gross Provincial Product in Prozent:
| Wirtschaftszweig | 2006 | 2007 | 2008 | 2009 |
| ---------------- | ---- | ---- | ---- | ---- |
| Landwirtschaft   | 32,3 | 31.9 | 40,4 | 33,2 |
| Berg-, Tagebau   | 05,0 | 02,3 | 02,7 | 05,6 |
| Industrie        | 12,0 | 14,5 | 13,4 | 13,6 |
| Andere           | 50,7 | 51,3 | 43,5 | 47,6 |

### Landnutzung
Für die Provinz ist die folgende Landnutzung dokumentiert:
- Waldfläche:                             7.991 Rai (12,8 km²), 0,3 % der Gesamtfläche
- Landwirtschaftlich genutzte Fläche: 2.041.093 Rai (3.265,7 km²), 72,1 % der Gesamtfläche
- Nicht klassifizierte Fläche:          782.799 Rai (1.252,5 km²), 27,6 % der Gesamtfläche

## Geschichte
Die älteste Stadt der Provinz ist die Hauptstadt Phichit, sie wurde 1058 von Phraya Kotabongthevaraja gegründet. Die Region war Teil des Sukhothai-Königreichs, bevor sie mit dessen Niedergang unter die Regentschaft von Ayutthaya kam. Im Laufe der Zeit änderte sich der Name der Stadt einige Male. So wurde sie zuerst Mueang Sra Luang (Stadt am Königlichen Teich) genannt, in der Zeit des Ayutthaya Königreichs erhielt sie den Namen Okhaburi (Stadt im Sumpf) und wurde schließlich in Phichit (Schöne Stadt) umbenannt.

## Sehenswürdigkeiten
- Wat Pho Prathap Chang – (im Amphoe Pho Prathap Chang, etwa 27 Kilometer südlich der Provinzhauptstadt) ist eine seit über 200 Jahren verlassene buddhistische Tempelanlage (Wat) mit vielen großen, zum Teil über 200 Jahre alten Bäumen bestanden. Sie wurde Anfang des 18. Jahrhunderts von König Phrachao Suea (Tiger-König, auch Luang Sorasak) an seiner Geburtsstätte errichtet. Eine Kopie des Eingangstores zum Tempel steht übrigens in der Ancient City (Mueang Boran) in Samut Prakan bei Bangkok.
- Wat Nakhon Chum – (Im Amphoe Mueang, 9 Kilometer außerhalb der Stadt) ist ein buddhistischer Tempel aus der Sukhothai-Zeit, im Ubosot gibt es eine große Buddha-Statue im Sukhothai-Stil.

## Symbole und Wahlspruch
Das Siegel der Provinz zeigt einen Teich mit einem Banyan-Baum im Vordergrund. Der Teich symbolisiert den alten Namen von Phichit Mueang Sra Luang (Stadt am Königlichen Teich). Der Banyan Baum verweist auf die unter König Phrachao Suea 1669–71 erbaute Tempelanlage Wat Pho Prathab Chang, die an seinem Geburtsort zwischen einem Banyan Baum und einer heiligen Feige erinnern sollte. Der lokale Baum ist der Eisenbaum (Mesua ferrea), die lokale Blume ist der Lotus (Nymphaea lotus).
Der Wahlspruch der Provinz Phichit lautet:
„Die Stadt des Königs der Krokodile, Chalawan,
Jährliche Bootsrennen sind aufregend und voller Spaß,
Das Land des köstlichen Reis und der wohlschmeckenden Pomelo Tha Khoi,
Das Zentrum der Stadt ist das Buddhadnis Luang Pho Phet.“

## Verwaltungseinheiten

### Provinzverwaltung
Die Provinz ist in zwölf Landkreise (Amphoe) gegliedert. Die Kreise sind weiter unterteilt in 89 Kommunen (Tambon) und 852 Dörfer (Muban).
| \| Nr. \| Amphoe-Name \| Thai \| \| --- \| ------------------------ \| ---------------- \| \| 01 \| Amphoe Mueang Phichit \| อำเภอเมืองพิจิตร \| \| 02 \| Amphoe Wang Sai Phun \| อำเภอวังทรายพูน \| \| 03 \| Amphoe Pho Prathap Chang \| อำเภอโพธิ์ประทับช้าง \| \| 04 \| Amphoe Taphan Hin \| อำเภอตะพานหิน \| \| 05 \| Amphoe Bang Mun Nak \| อำเภอบางมูลนาก \| \| 06 \| Amphoe Pho Thale \| อำเภอโพทะเล \| \| 07 \| Amphoe Sam Ngam \| อำเภอสามง่าม \| \| 08 \| Amphoe Thap Khlo \| อำเภอทับคล้อ \| \| 09 \| Amphoe Sak Lek \| อำเภอสากเหล็ก \| \| 10 \| Amphoe Bueng Na Rang \| อำเภอบึงนาราง \| \| 11 \| Amphoe Dong Charoen \| อำเภอดงเจริญ \| \| 12 \| Amphoe Wachirabarami \| อำเภอวชิรบารมี \| |                          |                  |
| Nr. | Amphoe-Name              | Thai             |
| 01 | Amphoe Mueang Phichit    | อำเภอเมืองพิจิตร    |
| 02 | Amphoe Wang Sai Phun     | อำเภอวังทรายพูน    |
| 03 | Amphoe Pho Prathap Chang | อำเภอโพธิ์ประทับช้าง |
| 04 | Amphoe Taphan Hin        | อำเภอตะพานหิน     |
| 05 | Amphoe Bang Mun Nak      | อำเภอบางมูลนาก    |
| 06 | Amphoe Pho Thale         | อำเภอโพทะเล      |
| 07 | Amphoe Sam Ngam          | อำเภอสามง่าม      |
| 08 | Amphoe Thap Khlo         | อำเภอทับคล้อ       |
| 09 | Amphoe Sak Lek           | อำเภอสากเหล็ก     |
| 10 | Amphoe Bueng Na Rang     | อำเภอบึงนาราง     |
| 11 | Amphoe Dong Charoen      | อำเภอดงเจริญ      |
| 12 | Amphoe Wachirabarami     | อำเภอวชิรบารมี     |

### Lokalverwaltung
Für das ganze Gebiet der Provinz besteht eine Provinz-Verwaltungsorganisation (องค์การบริหารส่วนจังหวัด, kurz อบจ., Ongkan Borihan suan Changwat; englisch Provincial Administrative Organization, PAO).
In der Provinz gibt es drei Städte (เทศบาลเมือง – Thesaban Mueang): Phichit (เทศบาลเมืองพิจิตร), Bang Mun Nak (เทศบาลเมืองบางมูลนาก) und Taphan Hin (เทศบาลเมืองตะพานหิน).
Daneben gibt es 21 Kleinstädte (เทศบาลตำบล – Thesaban Tambon).